# Josh Wilson-Esbrand
Josh Wilson-Esbrand, né le 26 décembre 2002 à Londres, est un footballeur anglais qui évolue au poste d'arrière gauche à Manchester City.

## Biographie

### Début professionnels
Formé au West Ham United, Josh Wilson-Esbrand est transféré à Manchester City en 2019. 
Il fait ses débuts professionnels avec Manchester City le 21 septembre 2021, se voyant titularisé pour la victoire six buts à un en Coupe de la Ligue contre le Wycombe Wanderers FC, où il offre une passe décisive à Riyad Mahrez sur le deuxième but du match. Il découvre la Ligue des champions le 5 octobre 2022, entrant en jeu lors de la victoire du club en match de poule cinq buts à zéro contre le FC Copenhague avant d'entrer de nouveau le mois suivant contre le FC Séville.

### Prêts successifs
Le 10 janvier 2023, il est prêté à Coventry City en Championship et prend part à quatorze rencontres.
Le 23 juillet 2023, il est prêté une saison sans option d’achat par Manchester City au Stade de Reims. Il y découvre la Ligue 1 en jouant les premiers matchs de sa carrière dans un championnat de première division et marque le seul but du match contre le FC Lorient en octobre 2023. Son prêt est résilié en février 2024 et il est prêté au Cardiff City, en championship pour terminer la saison.
Il est de nouveau prêté en Championship en janvier 2025 au Stoke City FC.

### Carrière en sélection
International avec l'équipe d'Angleterre des moins de 18 ans dès novembre 2019, Wilson-Esbran fait ses débuts avec les moins de 20 ans anglais le 11 novembre 2021, lors d'une défaite deux buts à zéro contre le Portugal.

## Palmarès
Il est sur le banc lors de la défaite au Community Shield 2022.